# Kim Thành (huyện)
Kim Thành là một huyện cũ thuộc tỉnh Hải Dương, Việt Nam.

## Địa lý
Huyện Kim Thành nằm ở cửa ngõ phía đông tỉnh Hải Dương, có vị trí địa lý:
- Phía đông giáp quận An Dương, thành phố Hải Phòng
- Phía tây giáp thành phố Hải Dương và các huyện Nam Sách, Thanh Hà
- Phía nam giáp huyện An Lão, thành phố Hải Phòng
- Phía bắc giáp thị xã Kinh Môn.

Huyện Kim Thành có diện tích 112,9 km², dân số là 124.439 người, mật độ dân số đạt 1.102 người/km².

## Hành chính
Huyện Kim Thành có 14 đơn vị hành chính cấp xã trực thuộc, bao gồm thị trấn Phú Thái (huyện lỵ) và 13 xã: Đại Đức, Đồng Cẩm, Hòa Bình, Kim Anh, Kim Đính, Kim Liên, Kim Tân, Kim Xuyên, Lai Khê, Ngũ Phúc, Tam Kỳ, Tuấn Việt, Vũ Dũng.

## Lịch sử
Trong quá trình phát triển của lịch sử dân tộc, cùng với sự thay đổi tổ chức hành chính của đất nước, huyện Kim Thành cũng có nhiều thay đổi về địa giới và tên gọi. Từ một bộ phận của bộ Dương Tuyền thời kỳ Hùng Vương, Giao Chỉ rồi Giao Châu (thiên niên kỷ 1), đến năm 1831, tỉnh Hải Dương được thành lập bao gồm 3 phủ, huyện Kim Thành thuộc phủ Kinh Môn. Dưới thời Pháp thuộc, Kim Thành được chia làm 6 tổng với 60 làng và phố huyện Bằng Lai, huyện lỵ đóng tại Bằng Lai (Ngũ Phúc). Năm 1968, tỉnh Hải Dương và Hưng Yên hợp nhất lấy tên là tỉnh Hải Hưng, huyện Kim Thành thuộc tỉnh Hải Hưng. Năm 1979, thực hiện quyết định của Chính phủ, hai huyện Kim Thành và Kinh Môn hợp nhất lại lấy tên là huyện Kim Môn, huyện lỵ được đặt tại huyện Kim Thành cũ, thuộc địa bàn xã Kim Anh. Năm 1997, huyện Kim Môn tái lập thành 2 huyện Kim Thành và Kinh Môn, huyện lỵ Kim Thành được đặt tại thị trấn Phú Thái như hiện nay.
Nhân dân Kim Thành có truyền thống siêng năng, cần cù và hiếu học. Trong thời kỳ phong kiến, theo thống kê từ khoa thi đầu tiên (1057) đến khoa thi cuối cùng (1919) cả huyện có 13 người đỗ đại khoa, trong đó có 5 người đỗ Hoàng giáp, 8 người đỗ đệ tam giác, có những người làm đến chức Thượng thư trong triều...
Ngày 20/9/1945, Đảng bộ huyện Kim Thành được thành lập, là một trong số ít đảng bộ ra đời sớm của tỉnh Hải Dương với ban đầu là 3 đảng viên cho đến nay Đảng bộ phát triển trên 5.000 đảng viên. Đảng bộ Kim Thành đã lãnh đạo nhân dân lập nhiều thành tích trong chiến đấu và xây dựng phát triển kinh tế; là nơi khởi phát "Tiếng sấm đường 5" với trận đánh mìn nổi tiếng ở ga Phạm Xá (Tuấn Hưng) làm chết hàng ngàn tên địch, chiến thắng Trại Mía (Liên Hòa) hay hình ảnh "Cô du kích Lai Vu, rắn quấn bên chân vẫn bắn thù", là một trong những minh chứng rõ nét cho truyền thống đánh giặc của quân và dân Kim Thành. Trong hai cuộc kháng chiến toàn huyện đã có 2.592 liệt sĩ, 831 thương binh, 134 bà mẹ Việt Nam anh hùng, 4 cá nhân là anh hùng lực lượng vũ trang nhân dân. Với những thành tích xuất sắc đó, năm 1996, Đảng bộ, nhân dân, lực lượng vũ trang nhân dân huyện và 4 xã: Lai Vu, Cộng Hòa, Kim Xuyên, Đại Đức được Nhà nước phong tặng danh hiệu cao quý Anh hùng lực lượng vũ trang nhân dân. Đó là niềm vinh dự tự hào của toàn đảng, toàn dân trong huyện.
Sau năm 1975, huyện Kim Thành có 20 xã: Bình Dân, Cẩm La, Cổ Dũng, Cộng Hòa, Đại Đức, Đồng Gia, Kim Anh, Kim Đính, Kim Khê, Kim Lương, Kim Tân, Kim Xuyên, Lai Vu, Liên Hòa, Ngũ Phúc, Phúc Thành, Tam Kỳ, Thượng Vũ, Tuấn Hưng, Việt Hưng.
Ngày 24 tháng 2 năm 1979, huyện Kim Thành hợp nhất với huyện Kinh Môn thành huyện Kim Môn. Xã Phúc Thành thuộc huyện Kim Thành đổi tên thành xã Phúc Thành A, xã Phúc Thành thuộc huyện Kinh Môn đổi tên thành xã Phúc Thành B.
Ngày 7 tháng 10 năm 1995, thành lập thị trấn Phú Thái, thị trấn huyện lỵ huyện Kim Môn trên cơ sở 214,17 ha diện tích tự nhiên và 2.700 nhân khẩu của xã Phúc Thành A; 53,39 ha diện tích tự nhiên và 1.650 nhân khẩu của xã Kim Anh.
Ngày 6 tháng 11 năm 1996, huyện Kim Môn thuộc tỉnh Hải Dương vừa được tái lập.
Ngày 17 tháng 2 năm 1997, huyện Kim Môn tách trở lại thành 2 huyện Kim Thành và Kinh Môn. Xã Phúc Thành A đổi lại thành xã Phúc Thành thuộc huyện Kim Thành. Lúc này, huyện Kim Thành có thị trấn Phú Thái (huyện lỵ) và 20 xã: Bình Dân, Cẩm La, Cổ Dũng, Cộng Hòa, Đại Đức, Đồng Gia, Kim Anh, Kim Đính, Kim Khê, Kim Lương, Kim Tân, Kim Xuyên, Lai Vu, Liên Hòa, Ngũ Phúc, Phúc Thành, Tam Kỳ, Thượng Vũ, Tuấn Hưng, Việt Hưng.
Ngày 16 tháng 10 năm 2019, Ủy ban Thường vụ Quốc hội ban hành Nghị quyết số 788/NQ-UBTVQH14 về việc sắp xếp các đơn vị hành chính cấp huyện, cấp xã thuộc tỉnh Hải Dương giai đoạn 2019–2021 (nghị quyết có hiệu lực từ ngày 1 tháng 12 năm 2019). Theo đó:
- Sáp nhập hai xã Đồng Gia và Cẩm La thành xã Đồng Cẩm
- Sáp nhập hai xã Kim Khê và Kim Lương thành xã Kim Liên
- Sáp nhập hai xã Tuấn Hưng và Việt Hưng thành xã Tuấn Việt.

Ngày 24 tháng 10 năm 2024, Ủy ban Thường vụ Quốc hội ban hành Nghị quyết số 1250/NQ-UBTVQH15 về việc sắp xếp đơn vị hành chính cấp xã của tỉnh Hải Dương giai đoạn 2023 – 2025 (nghị quyết có hiệu lực từ ngày 1 tháng 12 năm 2024). Theo đó:
- Sáp nhập xã Phúc Thành và một phần xã Kim Xuyên vào thị trấn Phú Thái.
- Thành lập xã Lai Khê trên cơ sở xã Cộng Hòa và xã Lai Vu.
- Thành lập xã Vũ Dũng trên cơ sở xã Cổ Dũng và xã Thượng Vũ.
- Thành lập xã Hòa Bình trên cơ sở xã Bình Dân và xã Liên Hòa.

Huyện Kim Thành có 1 thị trấn và 13 xã như hiện nay.

## Kinh tế

### Làng nghề
Kim Thành và An Dương là hai huyện tuy nằm trên trục quốc lộ 5 nhưng chưa phát huy được hết tiềm năng phát triển làng nghề. Vai trò của làng nghề rất lớn nếu được đánh thức nó sẽ tạo điều kiện, tăng thu nhập cho nhiều lứa tuổi và nhiều trình độ văn hóa giảm lao động dư thừa của mỗi địa phương. Nếu không vực dậy và hình thành thêm các làng nghề mới thì Kim Thành vẫn là huyện kinh tế yếu so với các huyện phía Bắc đồng bằng sông Hồng. Các làng nghề như:
- Nghề làm hương Dưỡng Thái Bắc (Phú Thái)
- Nghề mộc sơ chế gỗ thôn Bắc (Vũ Dũng)
- Nghề sơ chế hành tỏi ở Hòa Bình
- Nghề trồng hoa Phù Tải (Kim Đính).

## Giao thông
Trung tâm của huyện là thị trấn Phú Thái cách trung tâm thành phố Hải Phòng 23 km, cách Hà Nội 79 km. Trên địa bàn huyện có quốc lộ 5 và đường sắt Hà Nội – Hải Phòng chạy qua. Ngoài ra còn có tỉnh lộ 388, tỉnh lộ 389.
Sông Kinh Môn và sông Rạng thuận tiện để vận chuyển hàng hoá đi các địa phương khác như: Hải Phòng, Quảng Ninh.

## Danh nhân
- Nguyễn Truân, Đệ tam giáp tiến sĩ năm 1466
- Phạm Hạo, người xã Kim Xuyên, Đệ nhị giáp tiến sĩ năm 1487
- Lưu Dịch, người xã Nại Châu, Đệ nhị giáp tiến sĩ năm 1490
- Phạm Cảnh Lương, người xã Kim Anh, Đệ nhị giáp tiến sĩ năm 1496
- Vũ Phúc Kiêm, người xã Nại Xuyên, Đệ tam giáp tiến sĩ năm 1505
- Phạm Gia Mô, người xã Quỳnh Khê, Đệ tam giáp tiến sĩ năm 1505
- Lê Đình Trật, Đệ nhị giáp tiến sĩ năm 1508
- Nguyễn Đắc Lộ, người xã Kim Anh, Đệ tam giáp tiến sĩ năm 1508
- Nguyễn Văn Đàm, người xã Kim Anh, Đệ tam giáp tiến sĩ năm 1511
- Nguyễn Địch Huấn, người xã Kim Anh, Đệ tam giáp tiến sĩ năm 1520
- Phạm Hoành Tài, người xã Vũ Dũng, Đệ nhị giáp tiến sĩ năm 1565
- Vũ Kiều, người xã Ngọ Dương, Đệ tam giáp tiến sĩ năm 1721.